# Kemp Powers
Kemp Powers est un scénariste, dramaturge et co-réalisateur américain, né en 1973 à New York dans le quartier de Brooklyn.
Il est connu pour sa pièce One Night in Miami, qu'il a ensuite adaptée au cinéma, ainsi que pour l'écriture d'épisodes de Star Trek: Discovery et du long-métrage Soul. En 2020, il est devenu le premier afro-américain à co-réaliser un long métrage d'animation Pixar avec Soul,.

## Biographie

### Jeunesse et études
Kemp Powers grandit à Brooklyn et étudie à l'Université Howard. C'est là qu'il découvre qu'il est doué pour l'écriture grâce à une professeure qui repère son talent. Pendant ses années d'études, il écrit pour le journal du campus et, étant fan des comics Marvel, il publie également avec deux amis le comics amateur Flatbush Native.

### Journaliste
Une fois diplômé, Powers mène une carrière de journaliste pendant près de vingt ans. Il écrit notamment pour Reuters, Forbes, Yahoo! et AOL, sur divers supports de presse. C'est en 2015 qu'il arrête définitivement le journalisme pour se consacrer à l'écriture créative.

### Auteur
Powers écrit en 2012 le court-métrage This Day Today, puis en 2013 la pièce One Night in Miami ,. En 2017, il est amené à écrire plusieurs scripts pour les épisodes de la première saison de Star Trek: Discovery. En 2018 il entre chez Pixar pour co-écrire le scénario de Soul avec Pete Docter et Mike Jones, puis il co-réalise le film avec Docter, faisant ses débuts en tant que réalisateur,. En 2019, l'actrice Regina King réalise une adaptation cinématographique de la pièce de la pièce de Powers, amenant en 2020 à la sortie du film One Night in Miami. 
Fin 2020 sort une série de podcasts animés par Powers intitulée Soul Stories. Dans les épisodes, Powers reçoit plusieurs personnes ayant travaillé sur le film, et les interviewe principalement sur leurs mentors et leur carrière, ainsi que sur des anecdotes liées aux coulisses de la réalisation du film. 
Powers est le premier co-réalisateur afro-américain de l'histoire de Pixar.

## Filmographie

### Scénariste

#### Court-métrage
- 2012 : This Day Today

#### Cinéma
- 2020 : One Night in Miami
- 2020 : Soul, co-écrit avec Pete Docter et Mike Jones

#### Télévision
- 2017 : Star Trek Discovery

### Réalisateur
- 2023 : Spider-Man: Across the Spider-Verse
- 2024 : Spider-Man: Beyond the Spider-Verse

#### Coréalisateur
- 2020 : Soul

## Théâtre
- One night in Miami (2013) [9],[10],[11]
- Little Black Shadows (2018) [12],[13]